# Тигрерос, Оскар
Оскар Тигрерос Эдуардо Урбано (исп. Óscar Eduardo Tigreros Urbano; род. 28 июля 1997, Валье-дель-Каука) — колумбийский борец вольного стиля, призёр панамериканских чемпионатов, Панамериканских игр и Южноамериканских игр, участник Олимпийских игр 2020 года в Токио.

## Карьера
В 2013 году стал чемпионом Панамериканского чемпионата среди кадетов. В следующем году на этих же соревнованиях получил серебряную награду. В том же году стал серебряным призёром Панамериканского чемпионата среди юниоров. В следующем году на этих же соревнованиях завоевал бронзовую медаль.

В 2017 вновь стал серебряным призёром Панамериканского чемпионата среди юниоров. В следующем году дебютировал на Панамериканском чемпионате среди взрослых, где тоже получил серебряную награду. В следующем году на этих же соревнованиях повторил этот результат.

В марте 2020 года в Панамериканском олимпийском квалификационном турнире в Оттаве стал вторым, что позволило ему завоевать лицензию на участие в Олимпийских играх 2020 в Токио. На Олимпиаде уступил в первом поединке Рави Кумару Дахии из Индии (2:13), однако из-за того, что индиец вышел в финал, получил право побороться за бронзовую награду, в утешительной схватке проиграл на туше болгарину Георги Вангелову и выбыл из турнира, заняв 10 место.

В 2022 году завоевал бронзовую медаль на Панамериканском чемпионате в Акапулько.

В 2023 году завоевал серебряную медаль на Панамериканских играх в Сантьяго.

## Достижения
- Панамериканский чемпионат по борьбе 2018 — ;
- Южноамериканские игры 2018 — ;
- Панамериканский чемпионат по борьбе 2019 — ;
- Олимпийские игры 2020 — 10;
- Панамериканский чемпионат по борьбе 2022 — ;
- Панамериканские игры по борьбе 2023 — .
- Панамериканский чемпионат по борьбе 2024 — ;